# MG 81 機関銃
MG 81 機関銃（MG 81 きかんじゅう）は、第二次世界大戦でドイツ空軍が使用した口径7.92mmの機関銃で、固定式・旋回式どちらでも使用可能でベルト式給弾機構を持っていた。ドラムマガジン式であった旧型のラインメタルMG 15 機関銃はこれに更新されていった。

## 開発
1939年、ほとんどがラインメタル社製品で占められていたドイツ空軍の航空機関銃のシェアを奪うべく、マウザー社によってMG 81が開発された。傑作機関銃であるMG 34機関銃と同じくショートリコイル反動利用式であり、これは、元になったMG 30機関銃や、同じくMG 30から発展したMG 15と同じ作動方式であるが、これらに比べ全長はかなり短く軽量に作られていた。
ドイツ空軍はMG 81を採用したが、その当時マウザー社はMG 34の量産で手一杯であったため、自社系列のAGベルリン・オーデンドルフネッカーや、クリークホフ社、チェコのブルーノ社に生産が委託された。
この機関銃の開発ではコストと製作時間を削減し、航空機で使用可能なように最適化することに焦点がおかれた。1938年-1940年にかけて開発が行われ、1940年-1945年まで生産が続けられた。連装型のMG 81Z（Zwilling＝ツヴィリンク、二連装）は1942年に導入された。これは、標準的な機関銃より小さなスペースに搭載でき、合わせて3,200発/分という高い連射能力を持っていた。

## 運用
MG 81Zは、ドイツ空軍のいくつかの機体に搭載されていた。有名なものとして一組のMG 81ZがJu 87のD型以降の後部座席や、ドルニエDo 217のテイルコーンに装備しているものが挙げられる。また、R19と呼ばれるフィールドキットが設計され、Do 217に搭載されている。
この他、"Gießkanne"（ギースカンネ＝じょうろ）と呼ばれる3組のMG 81Z（MG 81を合計6本）を、ユンカースJu 88 C-4に機銃掃射用として搭載している。
大戦後期にはショルダーストックと二脚、給弾ベルトまたは75発入りドラムマガジンを取り付け、空軍地上部隊用に転用されている。しかし、陸戦用としては発射速度が速すぎ、不評であった。一部は海軍のUボートにも搭載されていた。

## スペック
MG 81
- 重量：6.5kg

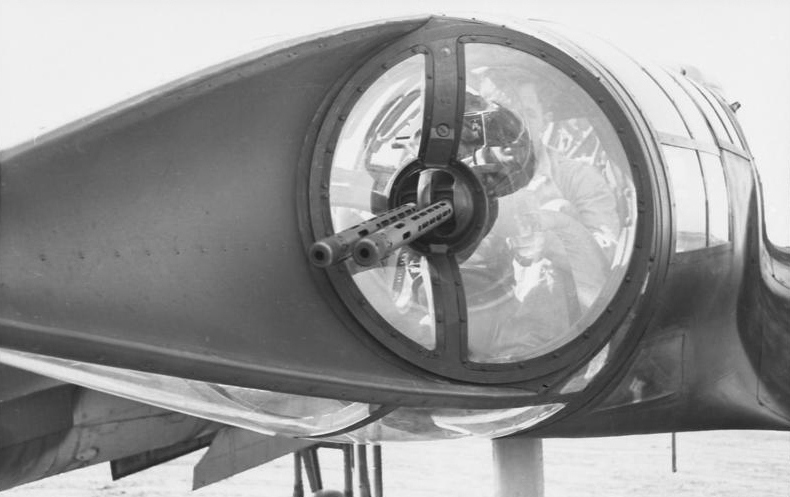
Fw189の胴体後部に搭載されたMG81Z

- 全長：915mm（フラッシュハイダー付きで965mm）
- 銃口初速：705m/s（sS弾使用時）, 760, 785, 790m/s（弾丸の種類で異なる）
- 発射速度：1,400-1,600rpm（sS弾使用時）

MG 81Z
- 重量：12.9kg
- 全長：915mm（フラッシュハイダー付きで965mm）
- 銃口初速：705m/s（sS弾使用時）, 760, 785, 790m/s（弾丸の種類で異なる）
- 発射速度：2,800-3,200rpm（sS弾使用時）

## 搭載機
- Bf 110
- Do 217
- Ju 88
- He 177
- He 111